# ボディバター
ボディバターとは、身体用保湿クリームの一種。

## 概要
ボディバターとは、ザ・ボディショップの創業者アニータ・ロディックにより考案された、身体用保湿クリームの名称である。原料は基材としてシアー、アボカド、マンゴー、アロエ等から作られる植物性油脂にストロベリー等の香料を混ぜて作られる。なお、バターという名称は、常温では固体であり、体温で液状になる油脂の性質を形容するものであり、食品のバターのような動物性油脂を使用していることを示すものではない。

## 使用法
基本的な使用法はマッサージ用クリームとして風呂あがり等に塗布するものである。
塗布され体温で融解したボディバターは皮膚の表面で液状の膜を形成し、皮膚を乾燥から保護する。
効果としては、保湿、紫外線からの保護や、皮膚の老化防止等を謳っている。